# Космацька сільська територіальна громада
Космацька сільська громада — територіальна громада в Україні, в Косівському районі Івано-Франківської області. Адміністративний центр — село Космач.
Площа громади — 105,73 км², населення — 8302 мешканці (2018).
Утворена 13 вересня 2016 року шляхом об'єднання Брустурівської, Космацької та Прокуравської сільських рад Косівського району.

## Населені пункти
До складу громади входять 3 села: Брустури, Космач та Прокурава.